# Duiventil (Havenstraat)
De Duiventil is een bouwwerk in Amsterdam, oorspronkelijk in 1954/'55 opgebouwd op het Stationsplein, in 1983 verplaatst naar de Havenstraat in Amsterdam-Zuid. In augustus 2025 werd de Duiventil verplaatst naar de hoek van de Amstelveenseweg en de Karperweg. Dit in verband met de woningbouw op het Havenstraatterrein.

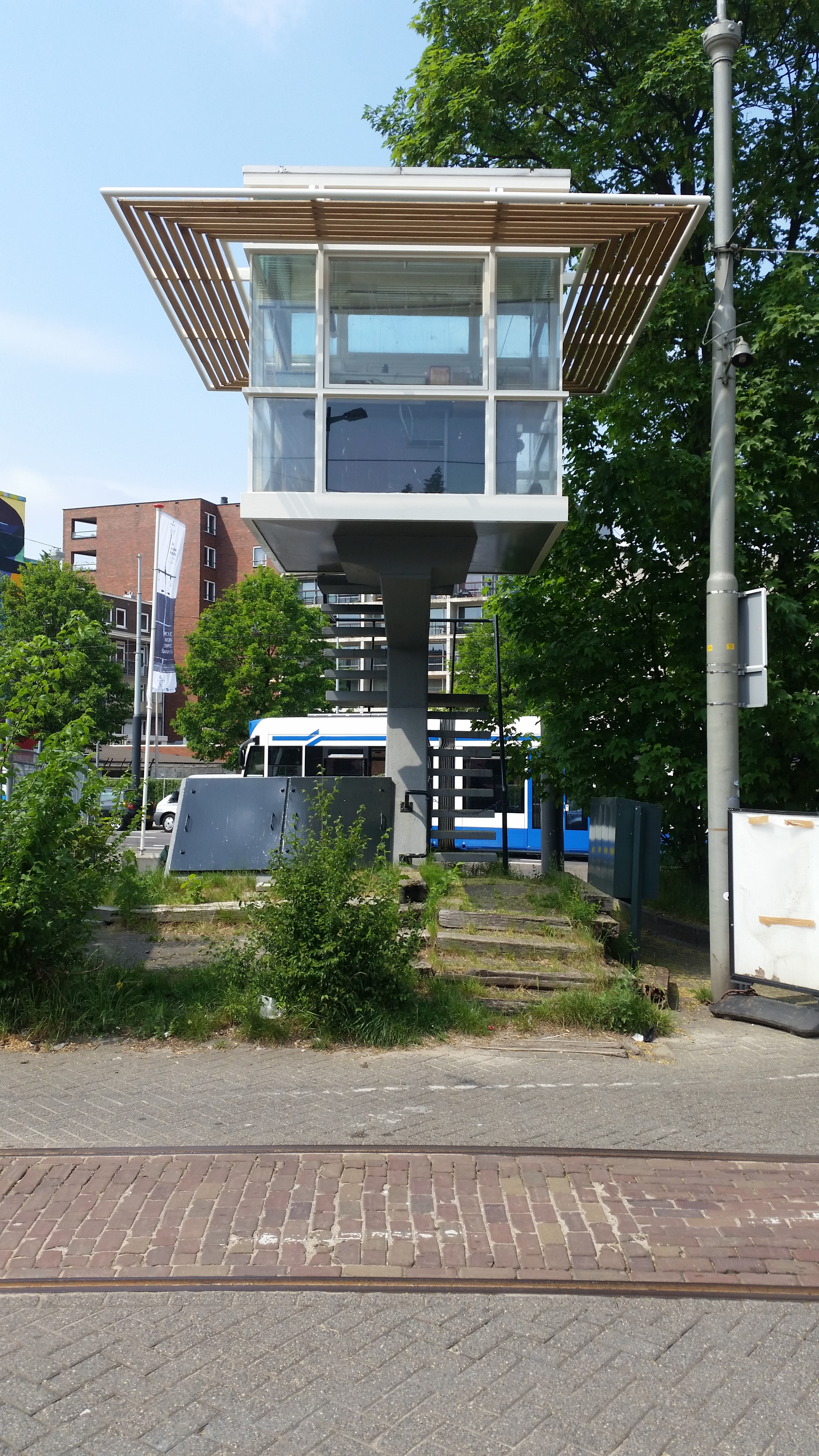
De Duiventil bij de Havenstraat; mei 2018.

Duiventil is oorspronkelijk de bijnaam, later algemeen bekende aanduiding geworden, van een tweetal hooggelegen bouwwerken die vroeger in Amsterdam-Centrum stonden maar, na verlies van hun oorspronkelijke functie, in Amsterdam-Zuid herplaatst zijn. De bijnaam Duiventil voor beide "huisjes" is ontstaan door de gelijkenis met een (traditionele) duiventil. Dit artikel gaat over de Duiventil van het Stationsplein, herplaatst naar het Haarlemmermeerstation.
Dit bouwsel was iets groter dan het eerdere, heeft een plat dak en ziet er moderner uit. Het stond op het Stationsplein bij het Amsterdamse Centraal Station en kwam in 1955 in gebruik ter vervanging van het oude wisselwachtershuisje van het vervoerbedrijf GVB. Het ontwerp daarvoor kwam van Dick Slebos, architect bij de Dienst der Publieke Werken. Slebos was in Amsterdam de opvolger van Piet Kramer. Dit "huisje" met veel glas stond op een betonnen poot en vanuit het huisje was er door het vele glas rondom zicht op het Stationsplein met het tram- en busverkeer. Ook dit huisje was vanaf het plein toegankelijk met een betonnen trap naar boven.
Vanuit dit huisje werden door de verkeersleiding de wissels bediend en werd door een chef het tramverkeer geregeld en gecoördineerd en werden aan de trambestuurders aanwijzingen gegeven (bijvoorbeeld als er vertrokken moest worden). Als een spoor bezet bleef stuurde de chef de volgende trams naar een ander spoor. Na de komst van de mobilofoon in de trams in de jaren zeventig werd de verkeersleiding ter plekke overbodig maar het huisje werd nog wel gebruikt, bijvoorbeeld voor het omroepen van informatie aan de passagiers op het plein in geval van calamiteiten.
In 1980 moest het huisje verdwijnen in verband met de sloop van het oude ronde VVV-gebouwtje op het plein, de aanleg van een toegang tot de metro en de herbouw van het Noord-Zuid Hollandsch Koffiehuis. Het huisje werd opgeslagen en werd later evenals het huisje van het Muntplein herplaatst bij de Museumtramlijn, deze bij het Haarlemmermeerstation waar het tot 2024 werd gebruikt door de verkeersleiding van de Museumtramlijn.

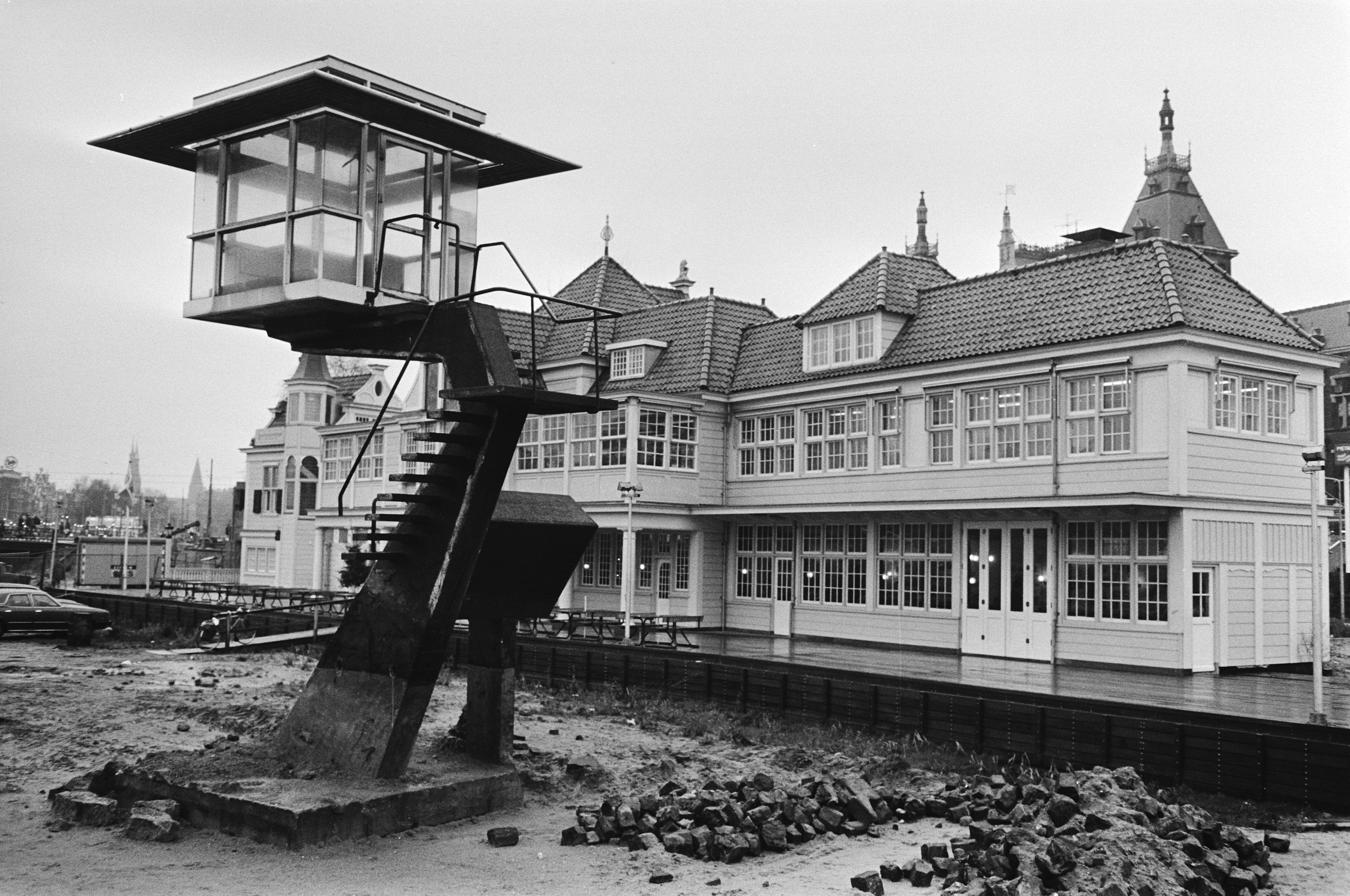
De Duiventil op zijn tijdelijke standplaats van 1980 tot 1983 naast het inmiddels herbouwde Noord-Zuid Hollandsch Koffiehuis; 3 januari 1983.
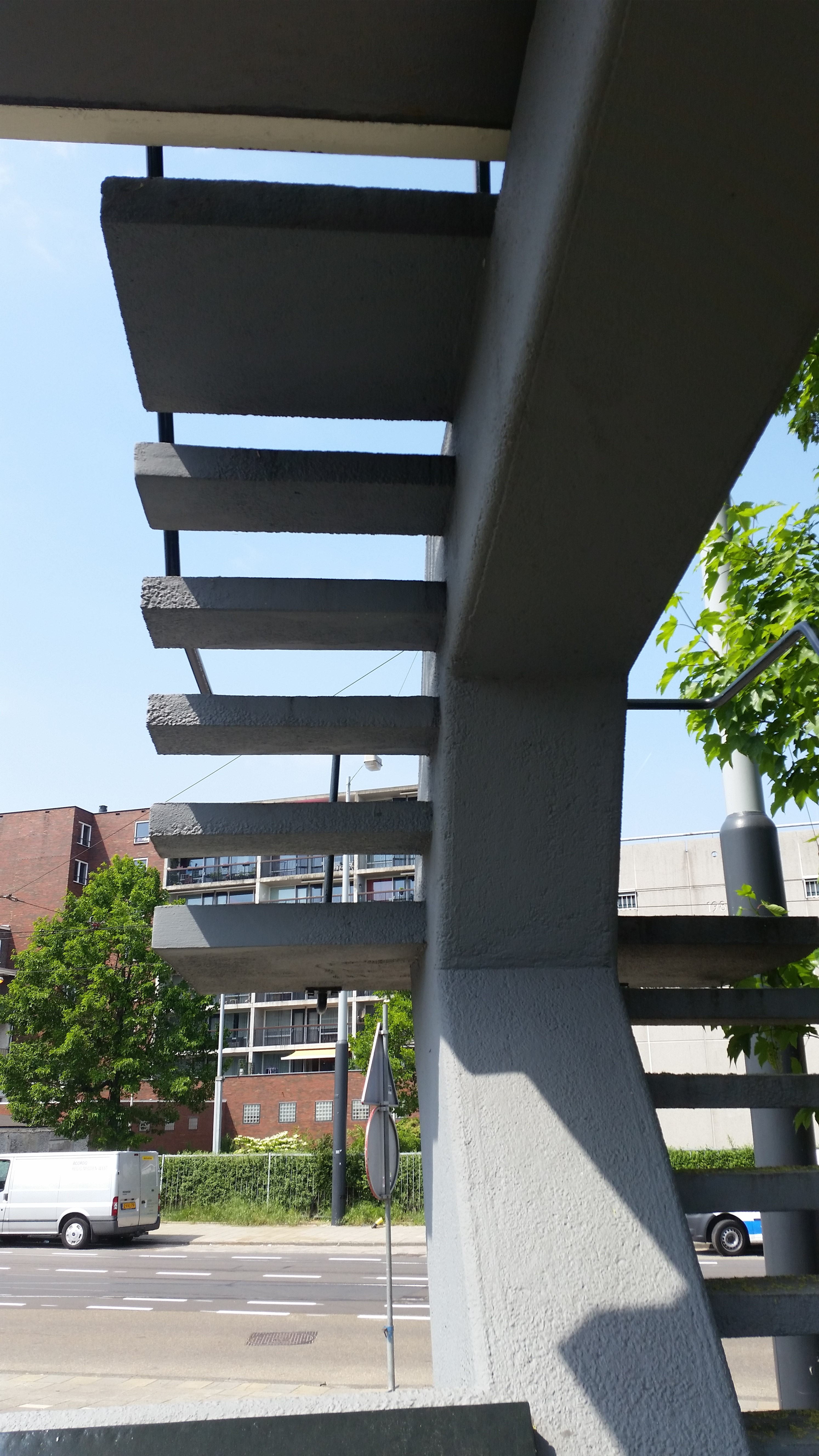
Trap van de Duiventil (mei 2018).